# Campeonato Estadual de Escolas de Samba
Campeonato Estadual de Escolas de Samba foi uma competição entre escolas de samba do Estado de São Paulo, da qual participavam agremiações de diversos municípios, entre os quais a capital, São Paulo, e a cidade de Santos. Nesta cidade, o evento foi sediado entre 1967 e 1971.
Escolas como a Nenê de Vila Matilde chegaram a disputá-lo.